# 마리오나 테나
마리오나 테나(Mariona Tena, 1982년 10월 29일 ~ )는 스페인의 배우이다.